# Tânia Ferreira (judoka)
Tânia Ferreira (Santos, 17 de julio de 1974) es una deportista brasileña que compitió en judo.
Ganó una medalla en los Juegos Panamericanos de 2003 y cinco medallas en el Campeonato Panamericano de Judo entre los años 1999 y 2003.

## Palmarés internacional
| Juegos Panamericanos    | Juegos Panamericanos            | Juegos Panamericanos | Juegos Panamericanos |
| Año                     | Lugar                           | Medalla              | Categoría            |
| ----------------------- | ------------------------------- | -------------------- | -------------------- |
| 2003                    | Santo Domingo (Rep. Dominicana) | Medalla de bronce    | –57 kg               |
| Campeonato Panamericano |                                 |                      |                      |
| Año                     | Lugar                           | Medalla              | Categoría            |
| 1999                    | Montevideo (Uruguay)            | Medalla de bronce    | –57 kg               |
| 2000                    | Orlando (Estados Unidos)        | Medalla de plata     | –57 kg               |
| 2001                    | Córdoba (Argentina)             | Medalla de plata     | –57 kg               |
| 2002                    | Santo Domingo (Rep. Dominicana) | Medalla de plata     | –57 kg               |
| 2003                    | Salvador (Brasil)               | Medalla de bronce    | –57 kg               |